# Anna Ippoliti
Anna Ippoliti (Gualdo Tadino, 8 novembre 1974) è un'ex cestista italiana.

## Carriera
Ha giocato in Serie A1 con Priolo Gargallo.